# Lamontélarié
Lamontélarié é uma comuna francesa na região administrativa de Occitânia, no departamento de Tarn. Estende-se por uma área de 21,58 km². Em 2010 a comuna tinha 63 habitantes (densidade: 2,9 hab./km²).